# Резервний банк Зімбабве
Резервний банк Зімбабве (англ. Reserve Bank of Zimbabwe) — центральний банк Зімбабве.

## Історія
У 1956 році почав операції Банк Родезії і Ньясаленду. Після розпаду Федерації Родезії та Ньясаленду держави, що вийшли з її складу, створили свої центральні банки. У 1964 році створений Резервний банк Родезії. У 1965 році Банк Родезії і Ньясаленду ліквідований, його активи розділені між Резервним банком Родезії, Банком Замбії і Резервним банком Малаві.
У 1981 році Резервний банк Родезії перейменований в Резервний банк Зімбабве.